# Pseudolotus villosus
Pseudolotus villosus là một loài thực vật có hoa trong họ Đậu. Loài này được (Blatt. & Hallb.) Ali & D.D.Sok miêu tả khoa học đầu tiên.